# Ein Dorf ohne Männer (1969)
Ein Dorf ohne Männer ist eine deutsch-österreichische Fernseh-Verfilmung der gleichnamigen Theaterkomödie von Ödön von Horváth.

## Handlung
Matthias Corvinus hat gerade die Herrschaft im Königreich Ungarn übernommen, möchte ein gerechter Herrscher sein und die Korruption bekämpfen. Da reisen ein paar Frauen aus dem Dorf Szelistye mit einer Bitte zu ihm: In ihrem Dorf leben nur Frauen, da der letzte König alle Männer zum Krieg gegen die Türken eingezogen hat und keiner zurückgekehrt ist. Die Felder liegen brach, da die Arbeit von den Frauen allein nicht zu schaffen ist. Der neue König möge nun seinen Soldaten befehlen, sich in Szelistye niederzulassen und sich mit den Frauen zu vermählen. Der Lehnsherr des Dorfes, der Graf von Hermannstadt, unterstützt diese Bitte, verschweigt deshalb dem König, dass das Dorf überall für die Hässlichkeit der dort lebenden Frauen bekannt ist, und rühmt stattdessen deren angebliche Schönheit. Der König hat die Frauen nicht selbst gesehen, da er sich durch seinen Statthalter vertreten ließ. Er gewährt die Bitte, doch zuvor soll der Graf ihm drei schöne Frauen aus Szelistye als „Muster“ zuschicken.
Der Graf reitet zurück nach Hermannstadt und greift wegen der Unmöglichkeit seiner Aufgabe zu einer List: Ein Bader, also ein Betreiber eines Badehauses (das inoffiziell auch als Bordell dient), soll drei schöne Frauen in die königliche Residenz bringen – allerdings keine seiner „Badmägde“, sondern ehrbare Frauen. In der Residenz gibt sich der Bader nun als Präfekt des Grafen aus und bringt drei schöne Frauen mit: eine schwarzhaarige, die die Braut des Wirts Thomas ist, eine rothaarige, die der Bader als ehrbare Witwe ausgibt und die tatsächlich eine Badmagd ist, und eine blonde, in welcher der Graf entsetzt seine eigene Frau erkennt. Alle halten den Grafen für unverheiratet, da seine Frau nie die Burg verlassen durfte, nachdem er herausfand, dass sie aus einer verfluchten Familie stammt und als Hexe gilt. Als sie von dem geplanten Betrug am König erfuhr, zwang sie den Bader, sie mitzunehmen, um endlich einmal die heimische Burg verlassen zu können.
Der König hat inzwischen seinen faulen und korrupten Statthalter festnehmen lassen und dessen Gehilfen als neuen Statthalter eingesetzt, der sich sogar traut, ihm hier und da zu widersprechen. Dem König gefallen die drei Frauen, und so lädt er sie mit dem Bader ein, den Abend und die Nacht auf seinem Jagdschloss zu verbringen. Dort nimmt sein Statthalter die Gäste in Empfang, während der König inkognito auf Thomas trifft, der wegen seiner Eifersucht darauf bestand, seine Braut zu begleiten. Durch ihn erfährt der König von der List des Grafen und des Baders und schickt Thomas mit seiner Braut wieder nach Hause.
Als der Graf im Schloss eintrifft, greift der König zu einer Gegen-List: Er sagt zu, dreihundert seiner Soldaten nach Szelistye zu schicken. Allerdings möchte er sie persönlich dorthin bringen und die Schönheit der Frauen des Dorfes in Augenschein nehmen. Sollte deren Schönheit nicht an die der drei „Muster“ heranreichen, werde der Graf seinen Kopf verlieren. Verzweifelt zieht der Graf ab. Der Bader erfährt vom Plan des Königs und bekommt es mit der Angst zu tun: Er flieht mit seiner rothaarigen Badmagd aus dem Schloss und will sich mit ihr in die Türkei absetzen.
So bleibt nur die Frau des Grafen zurück, die dem König von den dreien am besten gefällt. Sie gibt zu, verheiratet zu sein, verrät aber nicht, mit wem. Der König wäre sogar bereit, ihre Ehe zu annullieren, um sie bei sich behalten zu können. Der Graf kehrt jedoch zurück, denn wider Erwarten liebt er seine Frau tatsächlich und möchte sie aus den Händen des Königs befreien. Von dessen Wachen wird er im Keller des Schlosses festgesetzt, auf Befehl des Königs aber wieder freigelassen. Erst jetzt erfährt der König, dass der Graf der Ehemann der geheimnisvollen blonden Frau ist. Sie, die nun erkannt hat, dass ihr Mann sie wirklich liebt, möchte mit ihm nach Hermannstadt zurückkehren. Und für das Problem der Frauen von Szelistye bietet sie auch eine Lösung: Hässlichkeit gebe es schließlich nicht nur bei Frauen, und so solle der König die hässlichsten unter seinen Männern aussuchen und in das Dorf schicken – sollte er keine finden, werde sie gerne beim Suchen helfen.

## Produktion
Der Film ist eine Koproduktion des ORF und dem Bayerischen Rundfunk. Die ersten Ausstrahlungen erfolgten am 14. August 1969 im österreichischen und am 14. Dezember 1969 im deutschen Fernsehen.